# Никифорова, Надежда Сергеевна
Наде́жда Серге́евна Ники́форова (род. 29 июня 1954) — советский и российский учёный в области механики грунтов и геотехники, доктор технических наук (2008), старший научный сотрудник, советник РААСН по отделению строительных наук, почётный строитель России, почётный строитель города Москвы, член Российского общества по механике грунтов, геотехнике и фундаментостроению (РОМГГиФ), член Международного общества по механике грунтов и геотехническому строительству (ISSMGE).

## Биография
Надежда Никифорова родилась 29 июня 1954 года.
В 1976 году окончила Тюменский инженерно-строительный институт.
В 1981 году защитила диссертацию на тему «Исследование особенностей деформирования неоднородных намывных оснований», представленной на соискание учёной степени кандидата технических наук по научной специальности 05.23.02 — Основания и фундаменты, подземные сооружения.
В 2008 году защитила диссертацию на тему «Закономерности деформирования оснований зданий вблизи глубоких котлованов и защитные мероприятия», представленной на соискание учёной степени доктора технических наук по научной специальности 05.23.02 — Основания и фундаменты, подземные сооружения. Официальными оппонентами по диссертации выступили доктор технических наук, профессор Казарновский Владимир Давидович, доктор технических наук, профессор Тер-Мартиросян Завен Григорьевич, доктор технических наук, профессор Мангушев Рашид Абдуллович. Ведущей организацией выступило ОАО «Научно-исследовательский институт транспортного строительства» (ОАО «ЦНИИТС»).
Работает в должности ведущего научного сотрудника Научно-исследовательского института строительной физики Российской академии архитектуры и строительных наук (НИИСФ РААСН). Работает в должности профессора на кафедре механики грунтов и геотехники (МГиГ) института гидротехнического и энергетического строительства (ИГЭС) НИУ МГСУ. Является членом диссертационного совета 24.2.339.05 (Д 212.138.14), созданного на базе НИУ МГСУ.
Является членом редакционных коллегий ряда научных журналов, таких как «Construction and Geotechnics», «Грунтоведение».
Является научным секретарём научного совета РААСН по механике грунтов, основаниям, фундаментам, геотехнике и инженерно-геологическим и инженерно-экологическим изысканиям для строительства.
Является членом городской экспертно-консультативной комиссии по основаниям, фундаментам и подземным сооружениям при Правительстве г. Москвы.
В составе авторских коллективов принимала участие в разработке сводов правил СП 50-101-2004 «Проектирование и устройство оснований и фундаментов зданий и сооружений», СП 22.13330.2011 «Основания зданий и сооружений. Актуализированная редакция СНиП 2.02.01-83*», СП 45.13330.2012 «Земляные сооружения, основания и фундаменты. Актуализированная редакция СНиП 3.02.01-87», СП 22.13330.2016 «Основания зданий и сооружений. Актуализированная редакция СНиП 2.02.01-83*», а также МГСН 2.07-01 ТСН 50- 304-2001 г. Москвы* «Основания, фундаменты и подземные сооружения».

## Избранная библиография

### Монографии
- Никифорова, Н. С. Обеспечение сохранности зданий в зоне влияния подземного строительства: монография / Н. С. Никифорова. — Москва: Издательство МИСИ-МГСУ, 2016. — 152 с. – ISBN 987-5-7264-1311-2.[2]
- Никифорова, Н. С. Обеспечение сохранности зданий в зоне влияния подземного строительства: монография / Н. С. Никифорова. — Москва: Издательство МИСИ-МГСУ, Ай Пи Эр Медиа, ЭБС АСВ, 2016. — 154 c. — ISBN 978-5-7264-1293-1 (сетевое). — ISBN 978-5-7264-1292-4 (локальное).
- НИИОСП им. Н. М. Герсеванова. История развития института: монография / Б. В. Бахолдин, А. А. Григорян, В. А. Ильичев, П, А. Коновалов, В. И. Крутов, В. П. Петрухин, Л. Р. Ставницер, Е. А. Сорочан, В. И. Шейнин, Ю. А. Багдасаров, Г. И. Бондаренко, Ю. А. Грачёв, О. И. Игнатова, И. В. Колыбин, Е. С. Максименко, В. В. Михеев, Н. С. Никифорова, А. В. Садовский, А. Н. Скачко, В. Г. Федоровский, Р. П. Эйдук, А. Б. Мещанский; Под редакцией В. А. Ильичева, В. В. Михеева, В. П. Петрухина. — Москва: Издательский дом «Экономика, строительство, транспорт», 2001. — 163 с.

### Учебные пособия
- Проектирование и устройство подземных сооружений в открытых котлованах: учебное пособие / Р. А. Мангушев, Н. С. Никифорова, В. В. Конюшков, А. И. Осокин, Д. А. Сапин; Под ред. Р. А. Мангушева. — Москва: Издательство АСВ, 2013. — 256 с.[4]

### Патенты на изобретения
- Патент № 2114656 C1 Российская Федерация, МПК A62B 99/00, G01V 9/00. Поисковое устройство "Г.И.С." Н. С. Никифоровой: № 96122175/12: заявл. 19.11.1996: опубл. 10.07.1998 / Н. С. Никифорова.
- Патент № 2014455 C1 Российская Федерация, МПК E21C 45/00. Скважинный гидромонитор для образования прорезей в грунте: № 4922827/03: заявл. 29.03.1991: опубл. 15.06.1994 / Б. С. Остюков, П. А. Коновалов, С. Я. Кушнир, Н. С. Никифорова, А. П. Кремнев; заявитель Научно-исследовательский, проектно-изыскательский и конструкторско-технологический институт оснований и подземных сооружений.

### Авторские свидетельства
- Авторское свидетельство № 1792466 СССР, МПК E02B 11/00. Способ строительства дренажа: № 4881246: заявл. 29.08.1990: опубл. 30.01.1993 / П. А. Коновалов, А. В. Бреднев, В. Д. Гейдт, Б. С, Остюков, С. Я. Кушнир, Н. С, Никифорова.
- Авторское свидетельство № 1827409 A1 СССР, МПК E02D 3/12. Инъектор для закрепления рыхлых пород грунта: № 4919137: заявл. 14.03.1991: опубл. 15.07.1993 / П. А. Коновалов, С. Я. Кушнир, Н. С. Никифорова, А. П. Кремнев; заявитель Всесоюзный научно-исследовательский, проектно-изыскательский и конструкторско-технологический институт оснований и подземных сооружений им. Н. М. Герсеванова.